# 西鄧迪 (英國國會選區)
西鄧迪（英語：Dundee West），英國國會一自治市選區，位於蘇格蘭鄧迪西部。選區創設於1950年，2005年加上市外屬於安格斯的地區。
本選區當區議員皆屬工黨，而蘇格蘭民族黨與保守黨在第二、三位之間。2005年以後當區議員為工黨的吉姆·麥高雲。2010年大選中他以48.5%選票當選連任。